# (2294) Andronikov
(2294) Andronikov (1977 PL1) – planetoida z pasa głównego asteroid okrążająca Słońce w ciągu 4,15 lat w średniej odległości 2,58 au. Odkryta 14 sierpnia 1977 roku.